# Cantharellus umbriceps
Cantharellus umbriceps é uma espécie de fungo pertencente à família Cantharellaceae.